# Георгије Драмски
Георгије Драмски (рођ. Атанасије Карслидис, 1. јануар 1901 – 4. новембар 1959) био је кавкаски грчки православни старац који се поштује као светитељ у Православној цркви. Посебно је препознат у грчкој и грузијској православној традицији због свог духовног вођства и аскетизма.
Карслидисове мошти се чувају у манастиру Вазнесења Христовог у Таксиархису, Драма. Наводи се да његова лобања носи отисак који подсећа на знак светог крста. 
Канонизован је 2. новембра 2008. године, током посете васељенског патријарха Вартоломеја Драмској цркви. Део његових моштију је 2016. године поклоњен Грузијској православној цркви, тачније епископској столици Цалка, у Грузији.
Свети синод Руске православне цркве, на свом заседању одржаном 24. децембра 2008. године, одлучио је да уврсти Карслидиса у Менологију Руске православне цркве, одредивши његов празник као 24. октобар/6. новембар. 

## Рани живот
Геогије Карслидис је рођен 1901. године у Чадику, Цалка, Руско царство. Његови баба и деда били су избеглице из Гумушхана, у Османском царству, које су побегле након Кримског рата. Остао је сироче у младости, изгубивши оба родитеља истог дана, и остао је само са старијим братом. Према извештајима, након што је доживео злостављање од стране свог брата, побегао је у планине, где су га пронашли турски сељани и одвели у Понт. Каже се да је путовао кроз Грузију, Јерменију и Русију пре него што се настанио у селу Таксиархис, Драма, у северној Грчкој. Основао је манастир Вазнесења Христовог у Таксиархису, који је званично освештан 1939. године, служећи као његов старешина за заједницу у Драми.

## Каријера
Карслидис је започео свој монашки живот као искушеник у манастиру у Грузији након путовања у Тифлис, где се о њему бринуо свештеник. Према извештајима, чекао је скоро десет година да би званично био замонашен, што се догодило у јулу 1919. године, у осамнаестој години живота. Добио је монашко име Георгије Симеон.
Према речима његових биографа, у то време је био сматран духовним старешином, привлачећи бројне људе.
Године 1929, Карслидис се настанио у селу Таксиархес, Сипса, Драма, Северна Грчка, где је живео преосталих тридесет година свог живота. Године 1936, Карслидис је ходочастио у Свету земљу, посећујући места повезана са Христовим животом, као и разне манастире и испоснице. 
Године 1938, грчка влада му је доделила хектар земље као део трајне расподеле пољопривредног земљишта. На овој парцели је поставио темеље за манастир посвећен Вазнесењу Христовом. Манастир је званично освештан 1939. године.
Следбеници Карслидиса верују да је он предвидео Други светски рат и каснији грчки грађански рат. Према извештајима, 1941. године су га бугарске снаге осудиле на смрт; међутим, након што се мирно помолио и замолио их да наставе, они су одустали од погубљења из страха и престрављења.

## Смрт
Увече 3. новембра 1959. године, затражио је помоћ да уђе у манастирску цркву, где се, како се наводи, поклонио иконама и последњи пут учествовао у евхаристији. Неколико сати касније, рано ујутро 4. новембра, преминуо је; каже се да је то предвидео годину дана раније.
Усмено предање, документовано у монографији, описује његову сахрану. Његово тело је било очувано. Присутни су запазили блиставо лице и описали оно што су протумачили као свету светлост. Извештаји такође наводе да су се током сахране два чемпреса близу његовог гроба поклонила и да су се окупила јата птица. Ове појаве су његови следбеници протумачили као знаке његове светости. Георгије Карслидис је сахрањен иза Католикона (цркве) манастира Вазнесења Господњег, где је служио претходне три деценије.

## Манастир Вазнесења Господњег
Након Карслидисове смрти, манастир који је основао је пропадао све док митрополит Дионисије (Кирацос) из Драме није покренуо његову обнову 1970. године. Манастир је освештан 25. априла 1971. године, а 5. новембра 1976. године добио је званично признање од Грчке цркве. 

## Извори
1. ↑  „Αρχική | Ιερά Μητρόπολις Δράμας”. www.imdramas.gr. Приступљено 2025-06-24.
2. ↑  „MONTE ATHOS - IL MONASTERO DI MEGHISTI LAVRA”. Μοναστήρια της Ελλάδος (на језику: италијански). Приступљено 2025-06-24.
3. ↑  „Ο Όσιος Γεώργιος Καρσλίδης στην Γεωργία. | Ιερά Μητρόπολις Δράμας”. www.imdramas.gr. Приступљено 2025-06-24.
4. ↑  „Another Lost Antiquity from Mount Saint George Monastery – The Icon of Saint George hammered under the Ktetorship of Kutsna Mkheidze”. Scientia. 2020. doi:10.51364/26679604.jcpr.2020.v01i01.007.
5. ↑  Kourvetaris, George A. (2004-11-11). „Classical Horizons”. Contemporary Sociology: A Journal of Reviews. 33 (6): 736—738. ISSN 0094-3061. doi:10.1177/009430610403300668.
6. ↑  Kourvetaris, George A. (2004-11-11). „Classical Horizons”. Contemporary Sociology: A Journal of Reviews. 33 (6): 736—738. ISSN 0094-3061. doi:10.1177/009430610403300668.
7. ↑  Πετράκος, Δαμασκηνός-Νικόλαος. Ιερά Μητρόπολις Ηλείας (Теза). National Documentation Centre (EKT).